# ヴァレリー・バイデン・オーウェンズ
ヴァレリー・バイデン・オーウェンズ（Valerie Biden Owens, 1945年11月5日 - ）は、アメリカ合衆国の政治戦略家、キャンペーンマネージャー、元教員である。第46代アメリカ合衆国大統領ジョー・バイデンの妹である。第44代大統領バラク・オバマからは国際連合第71回総会の顧問に指名された。
オーウェンズは兄のすべての政治運動で重要な役割を担ってきた。彼女は兄のすべての上院議員選挙と1988年および2008年の大統領選挙でキャンペーンマネージャーを務め、さらに勝利した2020年の大統領選挙では上級顧問の役割を果たした。2021年6月、オーウェンズが自伝『Growing Up Biden』の出版契約を結んだことが発表され、2022年4月に発売された。

## 生い立ち
彼女はキャサリン・ユージニア・"ジーン"（Catherine Eugenia "Jean", 旧姓: フィネガン（Finnegan）、1917年-2010年）とジョセフ・ロビネット・バイデン・シニア（Joseph Robinette Biden Sr., 1915年-2002年）のあいだに生まれた。兄のジョー、弟のフランシス・"フランク"・バイデン（Francis "Frank" Biden）とジェームズ・"ジム"・バイデン（James "Jim" Biden）がいる。バイデン家はアイルランド系カトリックである。バイデンの父親は当初は裕福だったが、後に幾度かの財政的な挫折を味わった。一家は数年間、ペンシルベニア州スクラントンの母方の祖父母のもとで暮らした。ジョー・バイデン・シニアはその後中古車のセールスマンとして成功し、家族の中流階級の生活を維持した。
1963年にデラウェア州ウィルミントンのウルスリン・アカデミーを卒業し、デラウェア大学に進学した。優等生名簿に載り、ホームカミング・クイーンを務めた彼女は1967年に卒業した。

## キャリア
大学卒業後、オーウェンズはウィルミントン・フレンズ・スクールで教員を務め、その後は政治に専念するようになった。
1997年から2016年まではメディアコンサルタント会社であるジョー・スレイド・ホワイト&カンパニーの取締役副社長を務めた。またオーウェンズは35年以上にわたって奉仕団体ミニストリー・オブ・カリングで働き、その理事会役員を務めている。
彼女はウィメンズ・キャンペーン・インターナショナルと共に幅広く活動し、女性に政治的能力を開発し成長させる方法を教える助けをしている。2013年、オーウェンズは兄のジョー・バイデンと共にフランシスコの教皇着座式にアメリカ合衆国公式代表として出席するためバチカンに赴いた。
2014年にオーウェンズはハーバード政治研究所でレジデント・フェローを務めた。2017年、オーウェンズはデラウェア州ウィルミントンで開催されたTEDトーク・カンファレンスで講演した。オーウェンズはデラウェア大学のバイデン研究所とバイデン財団の両方の副会長である。オーウェンズは度々デラウェア大学に戻り、政治や選挙戦での女性としての経験について講義する。

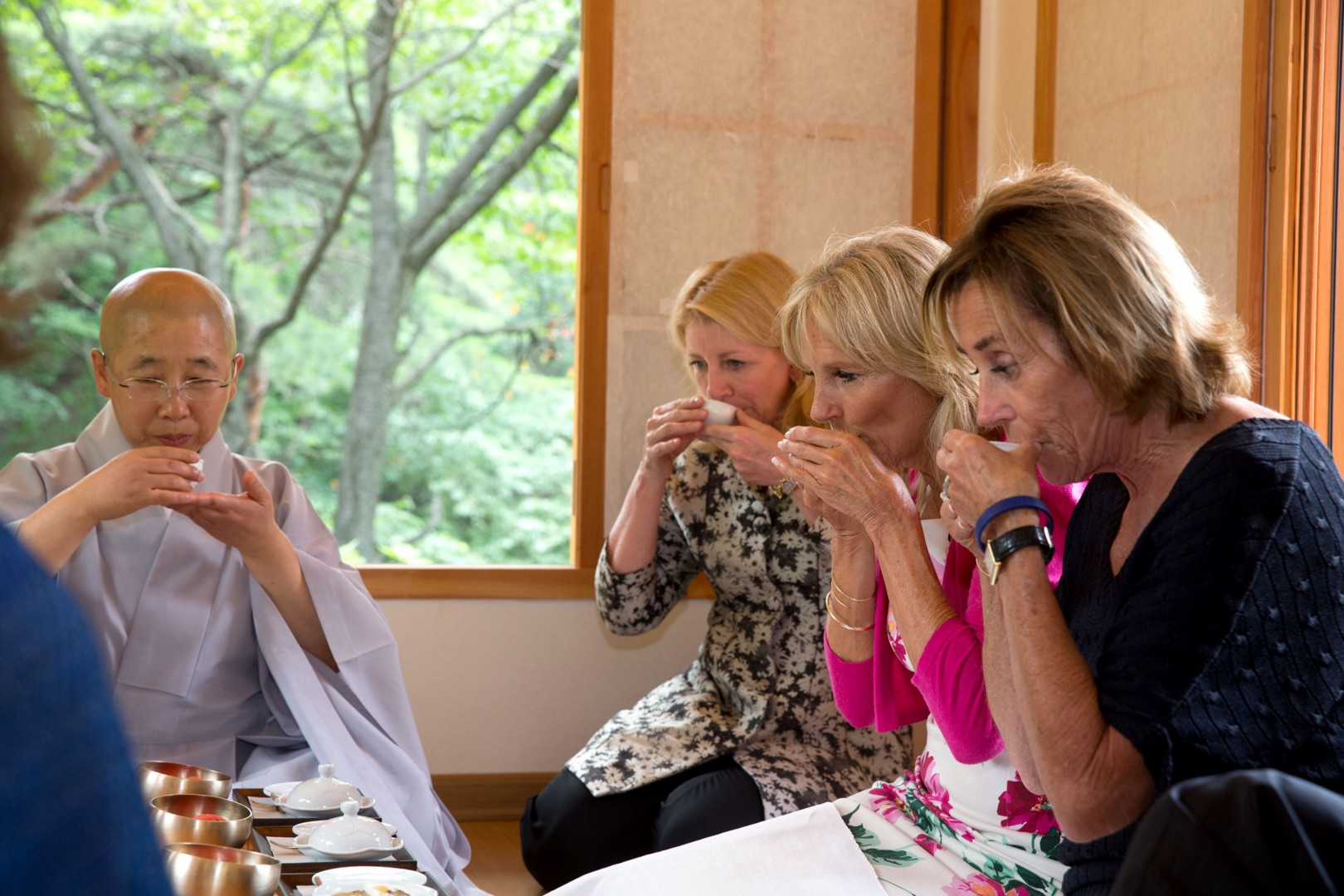
義理の姉のジル・バイデンと共に韓国を訪れたオーウェンズ（2015年）。

彼女はモチベーショナルスピーカー及びリーダーシップとコミュニケーションセミナーの講師として世界を飛び回っている。彼女はオーウェンズ＝パトリック・セミナー・グループの設立に貢献した。オーウェンズは2019年時点ではネバダ大学ラスベガス校公共政治研究所の顧問理事を務めている。
オーウェンズは1970年のデラウェア州ニューキャッスル郡議会議員選挙から始まる兄ジョーのすべての政治運動で重要な役割を担った。1988年には最初の大統領選挙運動を務めた。2008年、オーウェンズとアシュレイ・ジャッドはバラク・オバマとジョーを支援するいくつかのイベントで共に選挙運動を行った。
ジョー・バイデンは2020年11月7日の大統領選勝利演説でオーウェンズに言及した。オーウェンズはデラウェア州ウィルミントンで行われたイベントに出席し、そこでカマラ・ハリス次期副大統領の妹のマヤ・ハリスにも会った。

## 私生活
オーウェンズ大学卒業後すぐに最初の夫のブルース・サンダース（Bruce Saunders）と結婚した。1972年12月、義理の姉のネイリアが自動車事故で亡くなるとブルースとヴァレリーはジョー・バイデンとその息子のハンターとボーが住む家に引っ越した。ヴァレリーはジョーが1973年に上院議員の1期目を始められるように甥たちの世話を手伝った。ヴァレリーとブルースは1972年に行われたジョーの最初の上院議員選挙運動に参加していた。
彼女は法律家のジョン・T・オーウェンズ（John T. Owens）と再婚し、同じく法律家となった息子のカフ・オーウェンズ（Cuffe Owens）、娘のミッシー・オーウェンズ（Missy Owens）とケイシー・オーウェンズ・カステロ（Casey Owens Castello）を持った。ジョン・T・オーウェンズはジョー・バイデンとはシラキュース大学のロー・スクール時代の友人であった。夫婦は1975年に国際連合教会センターでローマ・カトリック式の結婚式を挙げた。

## 受賞と栄誉
オーウェンズは2018年にデラウェア大学の法学の名誉博士号を授与された。2015年にハーバード大学は彼女に「変化を促す女賞」を授与した。ウルスリン・アカデミーは2018年に彼女を優れた同窓生の殿堂に加えた。
2021年に『フォーブス』誌はオーウェンズを社会起業、法、支援、教育を通して地域社会に変化をもたらす50人の50歳以上の女性一覧に挙げた。